# Rinascita ottoniana

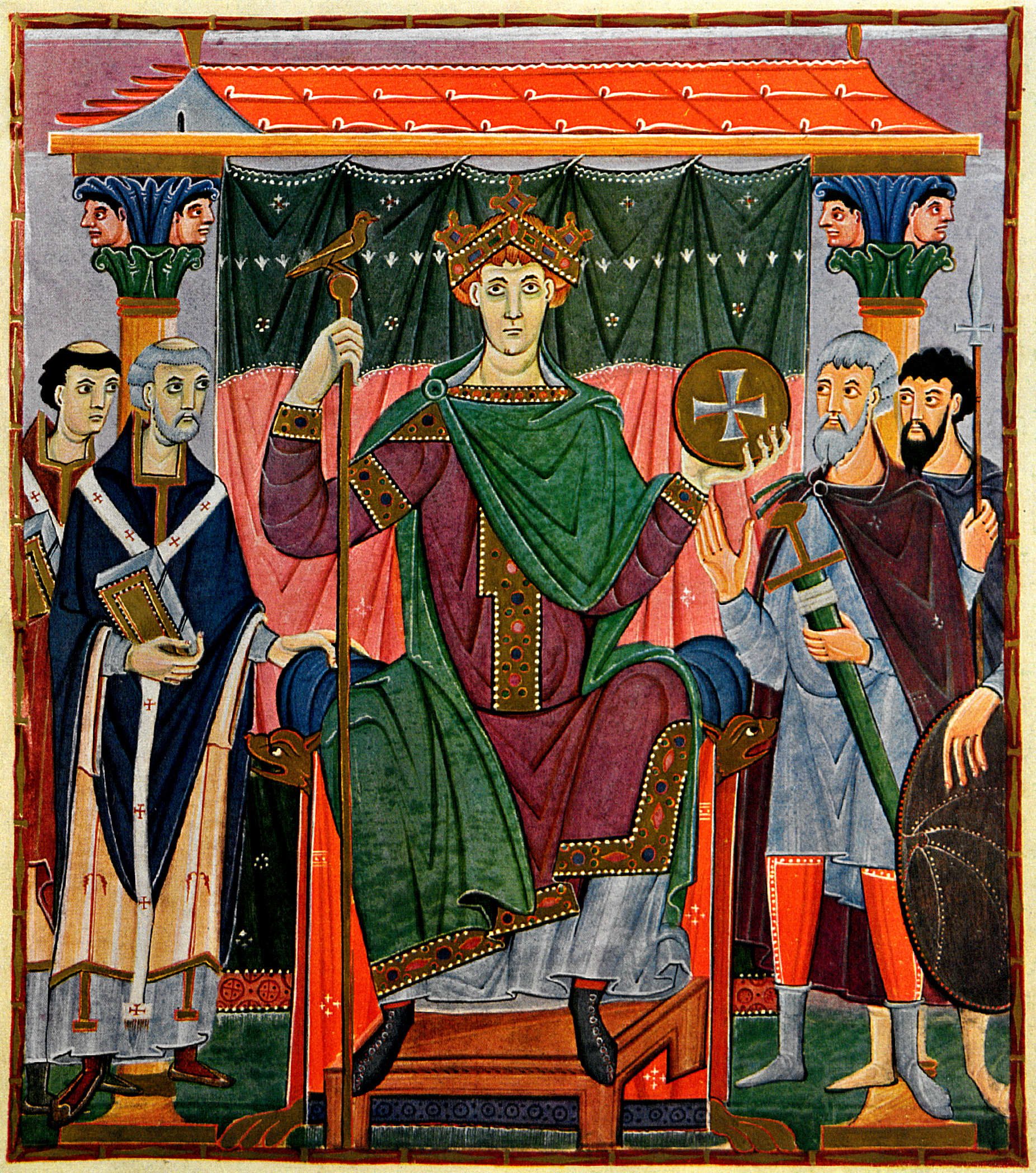
Evangeliario di Ottone III, un esempio di arte ottoniana

La rinascita ottoniana, conosciuta anche come rinascita del X secolo, fu un periodo del medioevo e relativo all'occidente cristiano, caratterizzato da una rinascita culturale e che si estese dall'inizio del X secolo fino a circa gli anni 1030.
In tale periodo si assistette ad un'innegabile vitalità culturale, in particolare grazie all'attività delle scuole di Germania e, in modo più eterogeneo, in tutto il continente europeo. Dominato dai due protagonisti intellettuali, Abbone di Fleury e Gerberto d'Aurillac, tale contesto portò anche alla realizzazione di un notevole patrimonio artistico (costituito principalmente da manoscritti miniati) e architettonico (con l'affermarsi dell'architettura ottoniana, anticipatrice di quella romanica).
Più limitata rispetto alla precedente rinascita carolingia e in discontinuità con essa, la rinascita ottoniana può comunque essere a giusto titolo inserita tra i rinascimenti medievali individuati dalla storiografia, insieme anche al successivo, e ben più impattante, rinascimento del XII secolo.

## Storiografia

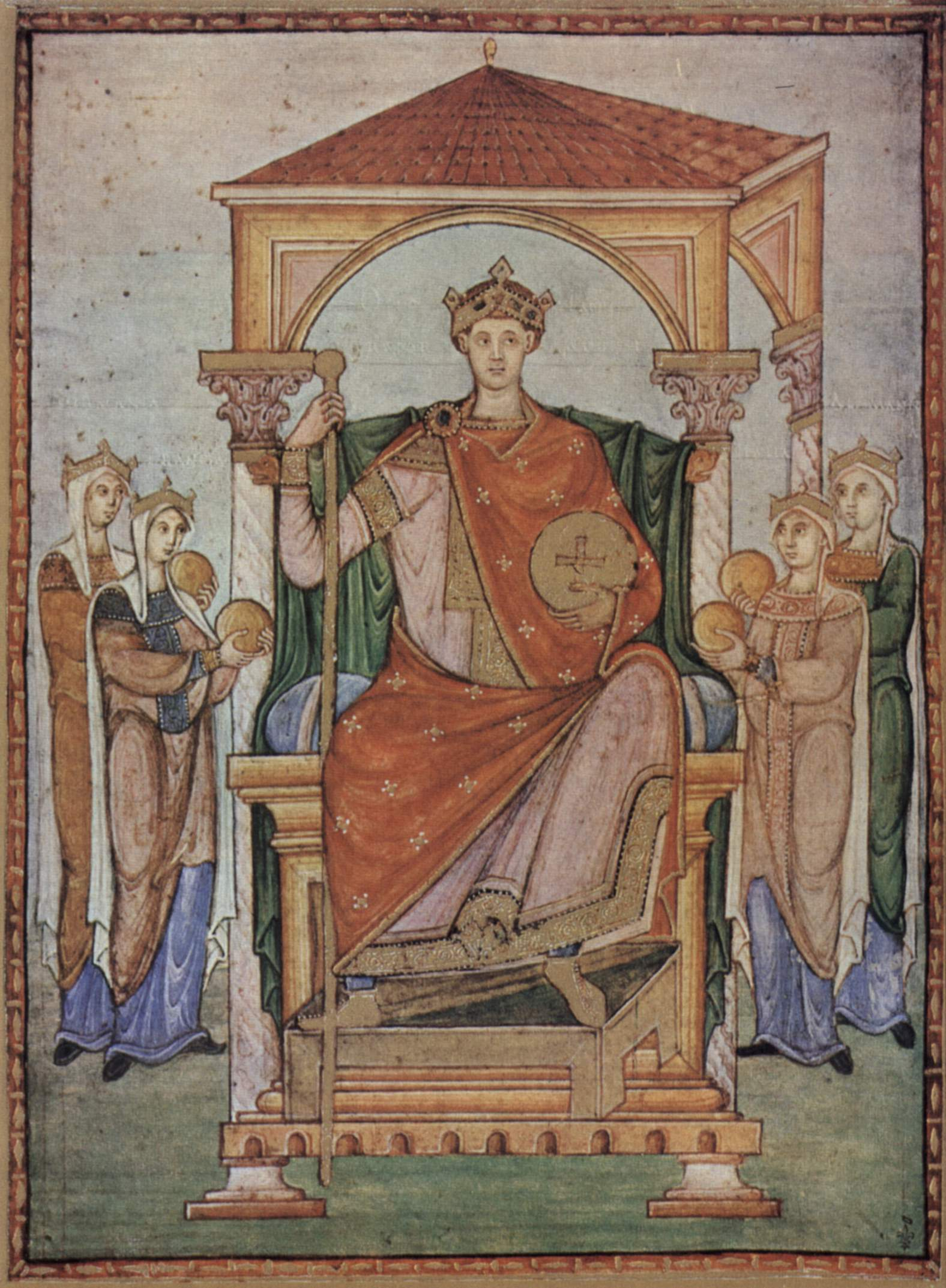
Ottone II, Registrum Gregorii, Trèves, 985 circa, 27×20 cm. Chantilly, Musée Condé.

Lo storico tedesco Hans Naumann è stato il primo a utilizzare il concetto di "rinascimento” al fine di caratterizzare il periodo ottoniano. Più precisamente, il suo lavoro pubblicato nel 1927 raggruppa sotto questo termine i periodi carolingio e ottoniano con il titolo Karolingische und ottonische Renaissance (Il rinascimento carolingio e ottoniano).
Questa "rinascita ottoniana" è conosciuta anche come la "rinascita del X secolo” e talvolta viene anche considerata un tutt'uno con la "Rinascita dell'anno Mille" dal momento che si estende anche ai primi anni del secondo millennio. In ogni caso, il rinascimento ottoniano appare più limitato rispetto alla rinascita carolingia e soprattutto, per molti storici, costituirebbe il prolungamento di quest'ultima, spingendo alcuni di essi, come Pierre Riche, a preferire di evocare un "terzo Rinascimento carolingio" che coprirebbe i decenni tra il X e il XII secolo, considerando che i primi due si sono verificarono, rispettivamente, durante il regno di Carlo Magno e sotto i suoi successori.

## Contesto

### Eredità carolingia

#### Effetti del Rinascimento Carolingio
La rinascita del X secolo non può essere considerata indipendentemente da quella carolingia. Con Carlo Magno e i suoi successori (in particolare Ludovico il Pio e Carlo il Calvo), il mondo cristiano occidentale conobbe davvero un periodo eccezionale di rinascita culturale che si protrasse dalla fine dell'VIII secolo a tutto quello successivo. Questo rinnovamento si manifestò prima nel mondo delle scuole, grazie ad un'ambiziosa legislazione scolastica del capitolare Admonitio Generalis del 789 e a una fitta rete di centri di studio. L'altra grande manifestazione della rinascita carolingia fu la cultura di corte, molto viva ad Aix-la-Chapelle dove si stabilì la Schola palatina, ma anche tra i vari principi e vescovi desiderosi di attirare studiosi competenti.
Studiando questi fenomeni non si nota una rottura significativa che segni la fine della rinascita carolingia. Lo sviluppo culturale dell'Occidente cristiano fu, in realtà, solo marginalmente frenato dalla partizione stabilita nel trattato di Verdun nel 843 e dalle invasioni vichinghe: la partizione dell'Impero in ultima analisi, ha avuto un impatto modesto sulla vita accademica e intellettuale. Al massimo, si può osservare un semplice rallentamento nello sviluppo delle scuole.

#### Il regno di Germania, la rinnovazione ottoniana e imperiale

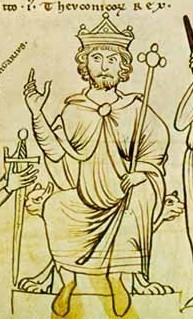
L'imperatore Ottone I di Sassonia

Quando nel 936 Ottone I di Sassonia venne incoronato a Aquisgrana, egli dichiarò di considerarsi il successore di Carlo Magno. Il ritorno alla tradizione carolingia costituì infatti l'obiettivo principale di Ottone, illustrato il 2 febbraio 962 dalla sua incoronazione imperiale a Roma, da papa Giovanni XII. Senza opposizioni per via della morte di Berengario I, avvenuta nel 924, la corona imperiale rafforzò il suo prestigio grazie alle conquiste di Ottone nella Germania orientale e in Italia. Il sogno della restaurazione dell'Impero (renovatio imperii) venne riacceso da lui, che prese il titolo di Imperator Augustus, e dai suoi successori Ottone II (che preferì il titolo di Imperator Romanorum) e Ottone III.
La restaurazione imperiale non fu solo una conquista politica, ma anche culturale e religiosa. Gli studiosi protetti dagli ottoniani non mancarono di glorificare il disegno della renovatio imperii. Ottone I venne investito di una missione religiosa: proteggere la Chiesa romana, favorire la comprensione tra i cristiani, lottare contro i barbari e diffondere il cristianesimo. Questa missione coinvolse anche i suoi successori, dando origine a quello che la storiografia designa come il Sacro Romano Impero.

### I mezzi di rinnovamento

#### Riorganizzazione delle biblioteche
Le numerose biblioteche create e ampliate, grazie all'intensa attività degli scriptorium, durante il periodo carolingio, furono oggetto di nuovi sviluppi a cavallo dell'anno mille, come testimoniano i cataloghi giunti fino a noi. Il catalogo di Bobbio elenca quasi 600 opere presenti, così come quello dell'Abbazia di Fleury. Gerberto di Aurillac svolse un ruolo importante nelle acquisizioni e nell'inventario della biblioteca di Bobbio e dedicò i suoi averi alla costituzione di una pregevole collezione personale. Altri studiosi del tempo hanno contribuito alla dotazione delle biblioteche del tempo, come fece Adso da Montier-en-Der che fece stilare un elenco dei suoi libri prima di partire per la Terra santa dove morì nel 992:
"1. Isagoga di Porfirio, 2. Categorie di Aristotele, 3. Categorie di Sant'Agostino, 4. Un libro di dieci categorie, paternità 5. La retorica di Tullio [il De Inventione di Cicerone] 6. Commento Servio su Virgilio, 7. e 8. due libri di Terenzio, 9. A Sedulius, 10. Libro di Ambrogio sui Sacramenti, 11. Vita di San Giovanni Cappellano, 12. Il commento di Moridach a Donat, 13. Un libretto che contiene tutti i titoli di Terence, 14. Exhibition on the dieci Eclogues of Virgil and the Georgics, 15. Un Eutychius, 16. Un piccolo libro chiamato Martinellus, 17. Un glossario alfabetico, 18. Un glossario tratto dalle Nozze di Filologo di Martianus, 19. De Metrica ratione di Beda, 20. Storia di un certo Fréculf de Lisieux, 21. Variazioni, 22. Mostre di Haymon sull'Epistola da Paolo ai Romani, 23. Estratti dai libri di Pompeo Festo 16.»

#### Crescita delle via di comunicazione
Grazie a due secoli di relativa stabilità politica, le vie di comunicazione divennero più affidabili rispetto ai secoli precedenti: viaggiare è divenne più facile e quindi le influenze dall'esterno ebbero più peso sull'occidente, come dimostra il matrimonio tra Ottone II e la principessa bizantina Teofano, celebrato nel 972, e gli influssi arabi sull'Europa cristiana avvenuti principalmente attraverso la Spagna musulmana. I contatti con la contea di Barcellona svolsero, in particolare, un ruolo essenziale: i letterati accorsero alla corte di Borrell II.

## Scuole in Occidente

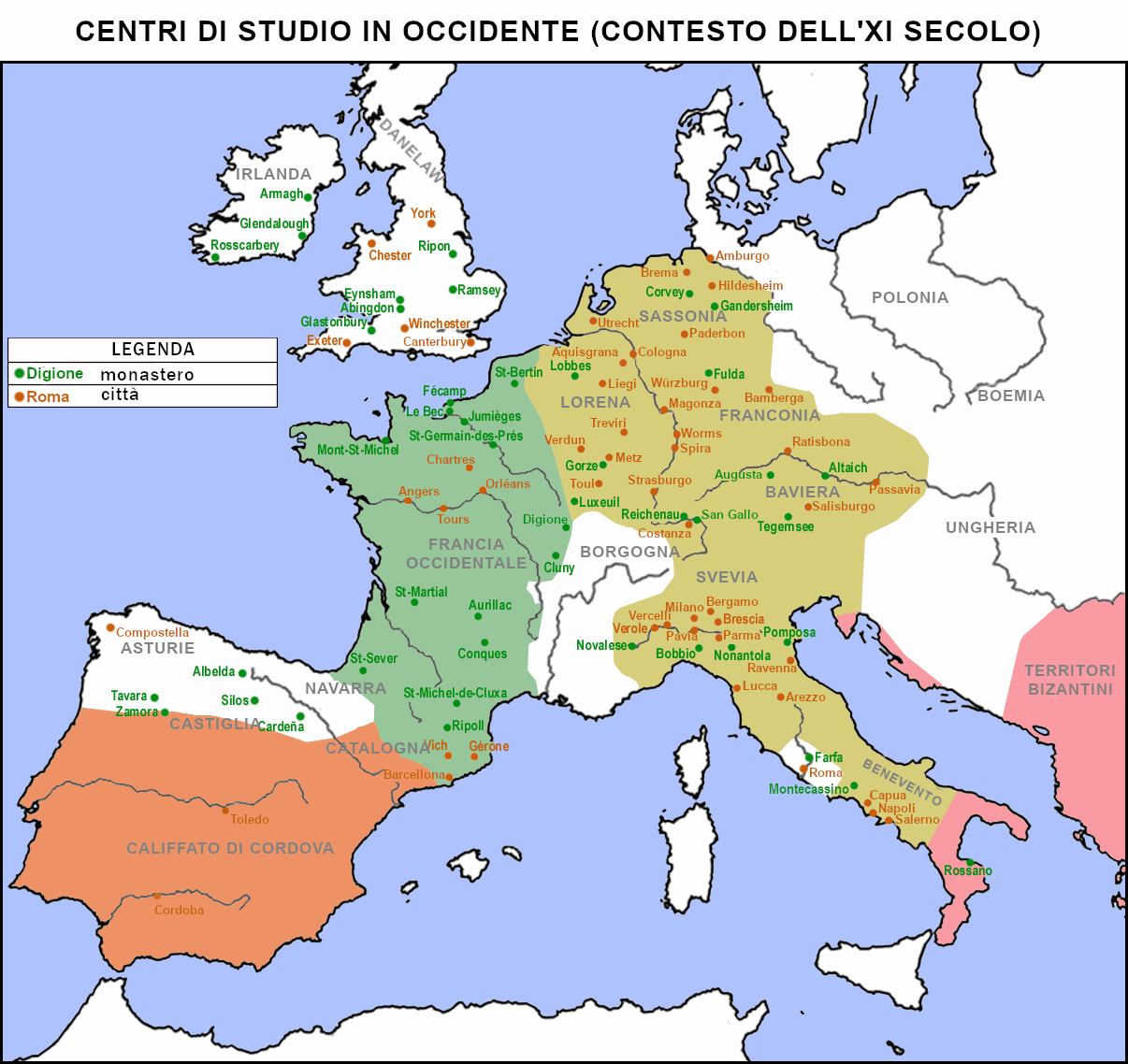
Centri di studio in Europa nella metà dell'XI secolo

Gli studi effettuati hanno dimostrato che la dislocazione dei principali centri monastici ed episcopali in occidente è ben poco mutata tra la fine del IX secolo e l'inizio dell'XI. I principali centri rimasero gli stessi, anche se alcuni di nuovi iniziarono ad emergere, soprattutto nelle regioni con crescente attività culturale come in Germania e in Catalogna.

### Germania
Nel sud della Germania la scuola di San Gallo mantenne la fama di importante centro dove insegnarono maestri eccezionali come Eccardo I e Eccardo II, due brillanti discepoli di quest'ultimo, Burchard, abate di San Gallo tra il 1003 e il 1022 e Notker III, che tradusse i principali classici in tedesco. A lui succedette Eccardo IV, la cui opera principale, il Casus Sancti Galli, riassume la storia dei maestri San Gallo dalla fine del IX secolo ai suoi tempi. Dalla metà dell'XI secolo la scuola iniziò il suo declino a causa di una riforma che la coinvolse. L'abbazia di Reichenau conobbe una storia più instabile, prima che l'abate Witigowo (soprannominato "Abbas Aureus"), tra il 985 e il 997, le consentisse di riacquistare la sua notevole reputazione, in particolare grazie alla produzione di pregevoli manoscritti sotto i regni di Ottone III ed Enrico II. Padre Bernon (1008-1048), allievo di Abbon, annoverò tra i suoi discepoli Ermanno il Contratto, uno degli studiosi più eclettici del suo tempo, i cui trattati sull'astrolabio, sul calcolo e sulla musica furono assai celebri. Dopo la sua morte, avvenuta nel 1054 l'abbazia non ebbe più studiosi del suo calibro.
In Baviera, a Tegernsee, la cui biblioteca venne arricchita da padre Gozpert, venne ospitato il poeta e traduttore Fromond de Tegernsee. Più a nord, a Ratisbona, sotto l'abate Ramwold (975–1001), vi fu un'importante scuola diretta dal monaco Hartwich (formatosi a Chartres) il cui insegnamento fu centrato intorno alle arti liberali, oltre che un importante scriptorium che produsse pregevoli manoscritti.
In Sassonia, Otric (noto per la sua polemica con Gerberto nel 980, a Ravenna, sulla classificazione dei saperi) insegnò alla scuola episcopale di Magdeburgo mentre quella di Hildesheim fiorì sotto Bernoardo di Hildesheim, noto per le sue opere e per essere stato tutore di Ottone III. Nell'XI secolo si svilupparono le scuole situate nelle zone più meridionali, come a Bamberga (nuova sede vescovile creato da Enrico II e fin dall'inizio dotata di una ricca biblioteca) e Worms (rivale di Würzburg).
Anche la Lotaringia fu ricca di centri di studi, sia monastici che episcopali. Echternach fu celebre per la sua biblioteca e Colonia divenne un significativo centro di studi grazie a Bruno I di Colonia dove si formarono i vescovi Teodorico I di Metz, Wigfrid di Verdun e Gerardo di Toul. Liegi (vescovado della provincia di Colonia), la cui scuola fu già attiva sotto Etienne (901-920), Raterio di Verona (953-955) e Éracle (959-971) divenne "l'Atene del Nord" sotto Notgerio (972-1008). Quest'ultimo si occupò anche dell'abbazia di Lobbes affidandone la direzione prima a Folcuin e poi a Erigerio di Lobbes, poeta, agiografo, teologo, uomo di scienza e amico di Gerberto. Il magister scholarum Egberto di Liegi compose un manuale intitolato Fecunda ratis, una raccolta di poesie religiose e morali, utilizzata come manuale per il trivio. Gli alunni di Fulberto di Chartres si stabilirono a Liegi all'inizio dell'XI secolo, dando vita ad una vivace comunità culturale di cui fecero parte, tra gli altri, Adelmanno di Liegi che cantò in una poesia la città "infermiera delle arti superiori” Wazone di Liegi che ne divenne vescovo nel 1042 e Francone di Liegi, autore di un famoso trattato sulla quadratura del cerchio.

### Francia

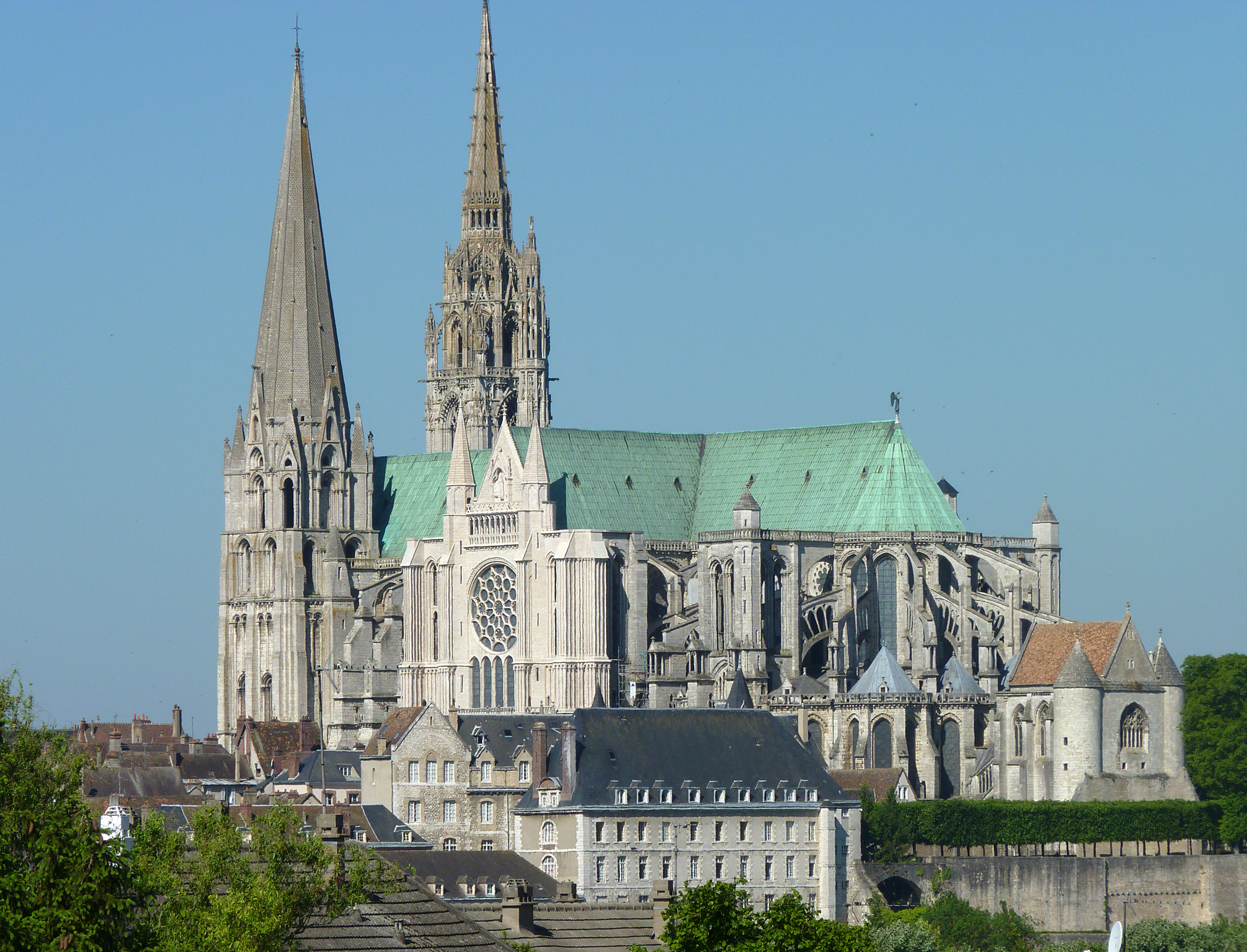
La Cattedrale di Chartres, sede di un'importante scuola che ottenne grande prestigio grazie alla presenza del teologo scolastico Fulberto

In Francia dominarono tre scuole, ciascuna collegata a un maestro riconosciuto: Fleury, Reims e Chartres.
L'abbazia di Fleury acquisì notorietà grazie ad Abbone di Fleury, scolaro del 965 e poi abate nel 988 dopo un breve soggiorno nell'abbazia di Ramsey, in Inghilterra. A questi succedette l'abate Gauzlin, la cui vita è nota grazie a una biografia scritta dal suo discepolo Andrea di Fleury, secondo il quale "il suolo di Fleury non era altro che il torrente delle arti liberali e la palestra della scuola del Signore”.
A Reims l'Abbazia di Saint-Remi dovette invece la sua reputazione a Gerberto di Aurillac (futuro papa Silvestro II), che vi insegnò dal 972 prima di diventare arcivescovo dal 991 al 997.
La scuola della Cattedrale di Chartres ottenne il riconoscimento grazie all'impegno di Fulberto, maestro intorno al 1004 poi vescovo nel 1007, famoso anche per essere stato il consigliere di Ugo Capeto e di Roberto II; egli lasciò una ricca corrispondenza, numerosi sermoni e poesie. Tra i suoi studenti vi furono Berengario di Tours, Hartwich di Sant'Emmerano e Adelmanno di Liegi, che lo ricordò come un “venerabile Socrate” a capo dell'"Académie de Chartres".
Sempre riguardo alla Francia, si può anche citare San Marziale di Limoges, un'abbazia legata a Fleury, dove insegnò Ademaro di Chabannes (autore di poesie e sermoni, storico e anche illustratore delle proprie opere); l'Abbazia di Mont-Saint-Michel con il suo attivissimo scriptorium; l'abbazia di Fécamp dove l'abate Giovanni di Fécamp compose la sua opera teologica meditativa e che ebbe una duratura influenze; Saint-Riquier il cui abate Angilram, morto nel 1045, discepolo di Fulberto, studiò la grammatica, la musica e la dialettica; o anche l'abbazia di San Bertino che scambiò manoscritti e insegnati con le scuole inglesi.

### Inghilterra
In Inghilterra, le scuole vennero riorganizzate da tre vescovi: Dunstano, arcivescovo di Canterbury (959-988), Æthelwold, vescovo di Winchester (963-984) e Osvaldo, vescovo di Worcester e arcivescovo di York (961-992). Maestri famosi nei primi anni dell'XI secolo furono Aelfric il grammatico e il suo discepolo Ælfric Bata, autori di manuali di conversazione in latino in forma di dialoghi, e Byrhtferth, studente Abbo durante il suo soggiorno a Ramsey e autore di un manuale in latino e antico inglese.

### Regioni mediterranee

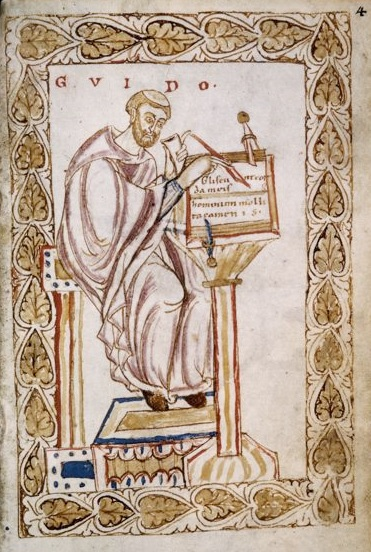
Il monaco Guido d'Arezzo ideatore della moderna notazione musicale

Le fonti dimostrano che l'attività scolastica fu meno intensa nelle regioni che si affacciano sul Mediterraneo. In Catalogna, stimolati dalle influenze arabe, alcuni studiosi, tra cui Gerberto di Aurillac, si formarono a Barcellona, a Vich e a Ripoll. Quest'ultimo monastero rappresentò la più grande scuola in Spagna, con il suo apice raggiunto nell'XI secolo sotto Oliva, che ne fu l'abate prima di diventare vescovo di Vich.
In Italia, le scuole non furono particolarmente attive fino all'inizio dell'XI secolo. L'esperienza dell'abbazia di San Colombano (983-984) fu troppo breve e travagliata da problemi amministrativi perché possa aver dato vita a un fruttuoso insegnamento. Tuttavia, alcune scuole urbane si svilupparono intorno all'anno Mille, soprattutto a Parma, dove si formarono teologi celebri come Pier Damiano e Anselmo di Besate, autore del Rhetorimachia e che poi migrò in Germania. Lanfranco di Canterbury si formò nella sua città natale e capitale del regno, Pavia, dove apprese le arti liberali e il diritto prima di diventare un maestro affermato in Normandia. Alcune scuole si formarono anche a Novara, Verona e Cremona.
Più a sud, rinacque la scuola di Arezzo, sotto il vescovato di Teodaldo, che accolse intorno al 1030 il famoso musicista Guido d'Arezzo, noto soprattutto per la sua "solmizzazione" e l'invenzione della "mano guidoniana". Altre scuole ripresero vigore sotto l'influenza dei duchi di Napoli, di Capua e di Salerno, dove l'illustre vescovo Alfano di Salerno, poeta e imitatore di autori antichi, si interessò anche di musica, astronomia e medicina. Questi si formò a Monte Cassino, che riacquistò prestigio sotto l'abate Théobald (morto nel 1035), grazie a personalità come Laurent, futuro vescovo di Amalfi (dal 1030), autore come monaco di un'antologia di opere poetiche pagane e cristiane, comprendente anche alcuni testi di Boezio e opere scientifiche, destinate agli scolari. L'Italia formò anche altri uomini di cultura: Ivo il Retorico, il filosofo e dialettico Drogone da Parma, o il lessicografo Papia, il cui glossario fu molto popolare in Occidente.

## Contenuti didattici

### L'insegnamento secondo Abbone e Gerberto
Nelle parole di Pierre Riché, "due nomi simboleggiano al meglio questa rinascita, quelli di Abbone, abate di Fleury e Gerberto di Aurillac, maestro di scuola di Reims, poi papa dell'anno mille cinque". Quasi contemporanei, entrambi nati intorno al 940, entrambi furono “studiosi eccezionali che hanno lasciato opere importanti e formato numerosi discepoli.

#### Abbone di Fleury

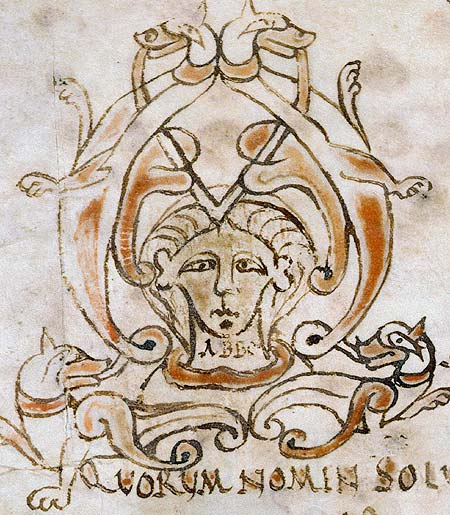
Frontespizio da un trattato scritto da Abbone di Fleury tra il 962 e il 986 nell'Abbazia di Fleury; si noti la parola "ABBO"

Nato a Orléans, Abbone fu presentato giovanissimo (prima del 950) dai suoi genitori all'abbazia di Fleury (Saint-Benoît-sur-Loire). Soggiornò a Parigi e Reims per completare il suo apprendistato per poi tornare a Fleury come insegnante, intorno al 965. Si trasferì nel monastero inglese di Ramsey, dove visse tra il 985 e il 987, ma tornò a Fleury per diventarne l'abate nel 988. Impegnato nella difesa dei diritti del suo monastero e contro gli abusi (simonia, possesso di beni ecclesiastici da parte di laici), fu consigliere di Roberto II e per lui condusse due ambasciate a Roma, nel 995 e nel 997. In queste occasioni riuscì ad ottenere un privilegio per la sua abbazia. Nel 1004, mentre si recava al monastero di La Réole, per ispezionare questa dipendenza di Fleury, fu assassinato dai monaci ribelli. La vita di Abbone ci è nota in particolare grazie alla sua biografia scritta dal suo discepolo Aimoino di Fleury.
Il suo insegnamento è invece conosciuto grazie ai lavori educativi da lui lasciati, in particolare le sue Quaestiones grammaticales, una raccolta di risposte a domande grammaticali poste dai suoi allievi a Ramsey e trattati di dialettica e scienze che rifletterono un interesse innovativo per queste discipline.

#### Gerberto di Aurillac
Nato in una famiglia di origini modeste, Gerberto entrò come oblato nell'Abbazia di Aurillac prima di trasferirsi in Catalogna tra il 967 e il 969. Nel 970 visse a Roma dove incontrò Ottone I di Sassonia. Nel 972 divenne maestro a Reims all'epoca dell'arcivescovo Adalberone. Il suo insegnamento lo rese presto uno degli studiosi più rinomati dell'Occidente.
A partire dagli anni 980, il destino di Gerberto lo avvicinò gradualmente agli ottoniani. Brevemente abate di Bobbio grazie ad Ottone II, nel 983 fece ritorno a Reims con l'ambizione di succedere ad Adalberone. Ugo Capeto gli preferì, tuttavia, Arnolfo (figlio illegittimo di re Lotario IV), ma quest'ultimo venne deposto nel 991 e Gerberto gli succedette nonostante alcune difficoltà: il Papa non riconobbe la sua elezione e Gerberto dovette trovare riparo nel 997 presso il quattordicenne Ottone III che lo scelse come suo maestro. L'anno successivo, l'Imperatore affidò a Gerberto la sede arcivescovile di Ravenna e, soprattutto, nel 999 il soglio pontificio, a cui ascese con il nome di papa Silvestro II. Simbolo della morsa imperiale sul papato, Gerberto morì un anno dopo Ottone III, deceduto questi nel 1002

### Novità: la dialettica e la scienza
Nonostante che il contenuto degli insegnamenti non fosse particolarmente mutato rispetto a quello di epoca carolingia, vi furono due nuovi aspetti che caratterizzarono questa epoca: nell'insegnamento del trivio veniva lasciato un posto sempre più di rilievo alla dialettica e le discipline del quadrivio guadagnarono un maggior interesse.

#### Dialettica
Mentre finora la Logica vetus (costituita dalle traduzioni di Boezio di Aristotele, di Porfirio e dei Topica di Cicerone) era rimasta la base dell'insegnamento della dialettica, alla fine del X secolo tale disciplina conobbe nuovi stimoli dalla riscoperta di ulteriori testi di Boezio, il De syllogismo cathegorico ed il De hypotheticis syllogismis, di cui gli occidentali vennero a conoscenza grazie agli scambi intercorsi con l'Impero Bizantino.
Gerberto di Aurillac era a conoscenza di questi libri e si distinse per la sua padronanza della dialettica durante la controversia tra Ravenna e Otrić nel 980 nonché nella stesura del suo trattato De rationalis et ratione uti , composta nel 997 e dedicata a Ottone III. Abbone, da parte sua, commentò le opere di Boezio attraverso due trattati apprezzati dal suo allievo Aimoino di Fleury, il quale disse a proposito del suo maestro che " sciolse molto chiaramente certi nodi nei sillogismi dialettici (...)”.
Fulberto conobbe le opere di Abbone ancora più di Gerberto: il manoscritto 100 della biblioteca municipale di Chartres, un'antologia di opere dialettiche risalenti a Fulberto e probabilmente provenienti dalla sua biblioteca, venne infatti presentato come un'antologia contenente Isagoge di Porfirio, Categorie di Aristotele, Distinzione tra retorica e dialettica dello stesso Fulberto, Topica di Cicerone, Peri Hermeneias di Aristotele, tre commenti di Boezio e De Ratione scritti da Gerberto nel 997.

#### Scienze

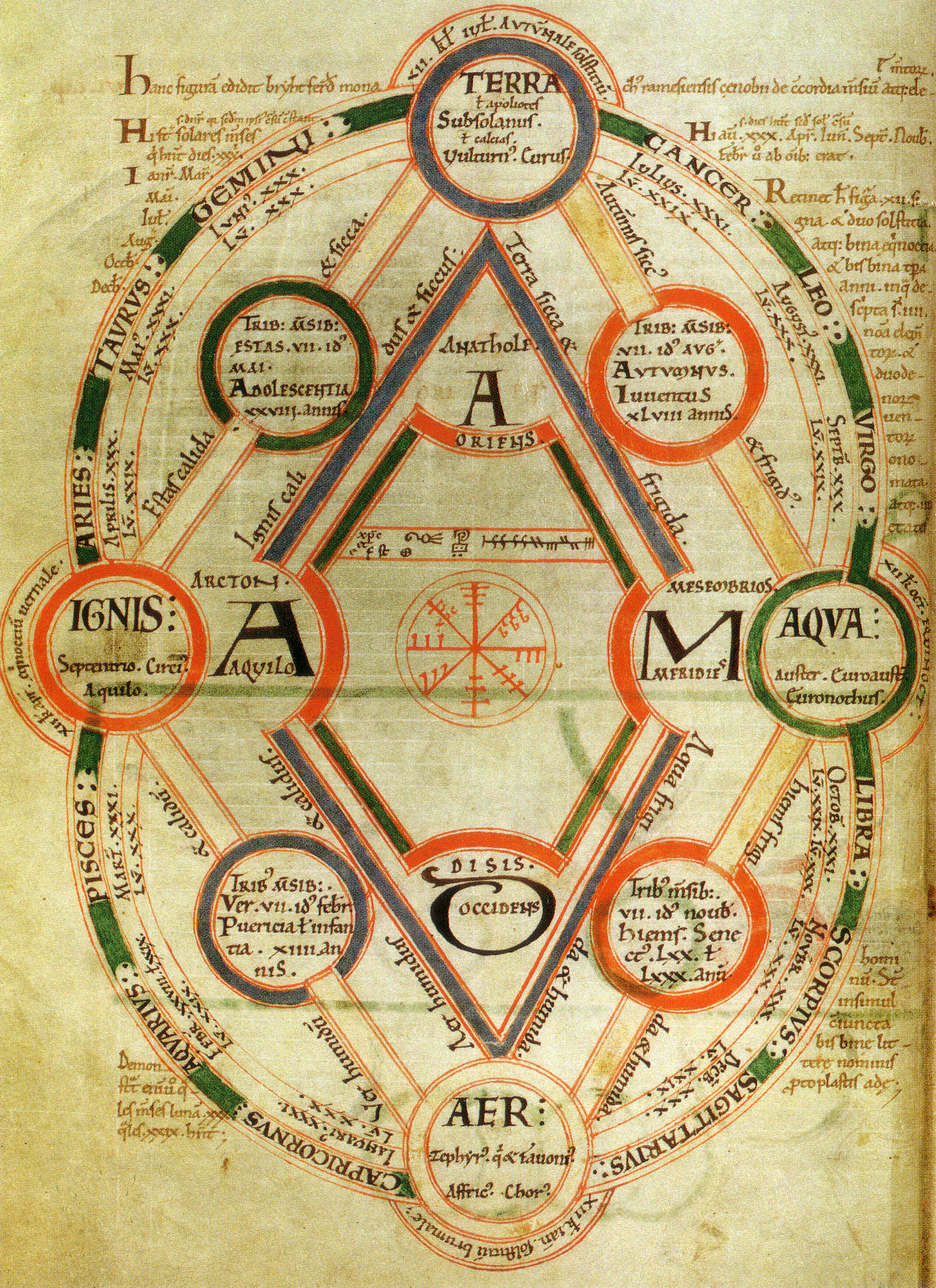
Rappresentazione dei misteri dell'universo, Enchiridion di Bridferto di Ramsey: il diagramma presenta i punti cardinali, i quattro elementi, le stagioni, le età della vita e i segni dello zodiaco. Oxford, 1080 circa, St. John's College Library.

Il crescente interesse per le discipline del quadrivio fu una realtà che sembra riflettesse gli insegnamenti dei principali studiosi del tempo.
L'insegnamento scientifico di Abbone è ricordato da Aimoino di Fleury nella sua Vita Abbonis Floriacensis in cui si afferma come egli “abbia esposto cicli come tabelle, calcoli vari e piacevoli. Ha anche scritto le sue presentazioni scritte sui percorsi del sole, della luna e dei pianeti da lasciare in eredità ai posteri". Per la precisione, Abbone, ha lasciato diversi trattati di astronomia, un catalogo di stelle e una revisione del Calcolo di Vittorio d'Aquitania, studi che gli hanno permesso di stabilire un calendario giuliano perpetuo. Tuttavia, non venne a conoscenza delle innovazioni matematiche di origine araba.
Più conosciuto fu l'insegnamento di Gerberto nelle discipline scientifiche del quadrivio. Richerio di Reims descrive a lungo i metodi di Gerberto in materia di aritmetica, musica e soprattutto astronomia:
"Ha iniziato insegnando aritmetica (...), poi ha lavorato per diffondere la conoscenza della musica (...) arrangiando i diversi generi sul monocordo, distinguendo le consonanze o sinfonie in toni e semitoni in ditoni e diesis e distribuendo metodicamente i suoni in vari schemi
Oltre al monocordo per la musica e la sfera terrestre, Gerberto realizzò altre sfere per lo studio di pianeti e costellazioni,59 nonché un pallottoliere, una tavola per il calcolo e per l'insegnamento di esso e della geometria:
Questi scambi con il suo discepolo Constantin, monaco a Fleury, costituiscono infatti l'essenza dell'eredità scientifica di Gerberto. Questa corrispondenza riguardò in particolare gli studi sull'aritmetica e sull'uso dell'abaco. Alla produzione di Gerberto si deve aggiungere una lettera sulla costruzione di sfere destinate all'apprendimento dell'astronomia, oltre che ad un ulteriore trattato sulla geometria. La vasta conoscenza scientifica di Gerberto giustificava il fatto che gli fosse stata attribuita l'introduzione in Gallia delle figure Ghûbar (figure arabe, senza lo zero), ma questa ipotesi rimane dibattuta.
Fulberto utilizzò l'abaco di Gerberto e insegnò ai suoi studenti la geometria. Nelle sue poesie sui segni dello zodiaco allude anche all'astrolabio e fu il primo ad introdurre in modo comprovato la numerazione araba. I progressi Gerberto e Fulberto, comunque, sembrano abbastanza isolati: ci volle l'Liber abbaci di Fibonacci (scritto nel 1202 e rivedut0 nel 1228) e le traduzioni di al-Khwarizmi di Gerardo da Cremona nel XII secolo affinché si potesse diffondere in occidente il sistema decimale posizionale.

## Protettori e mecenati delle arti e della cultura

### Dinastia ottoniana e cultura

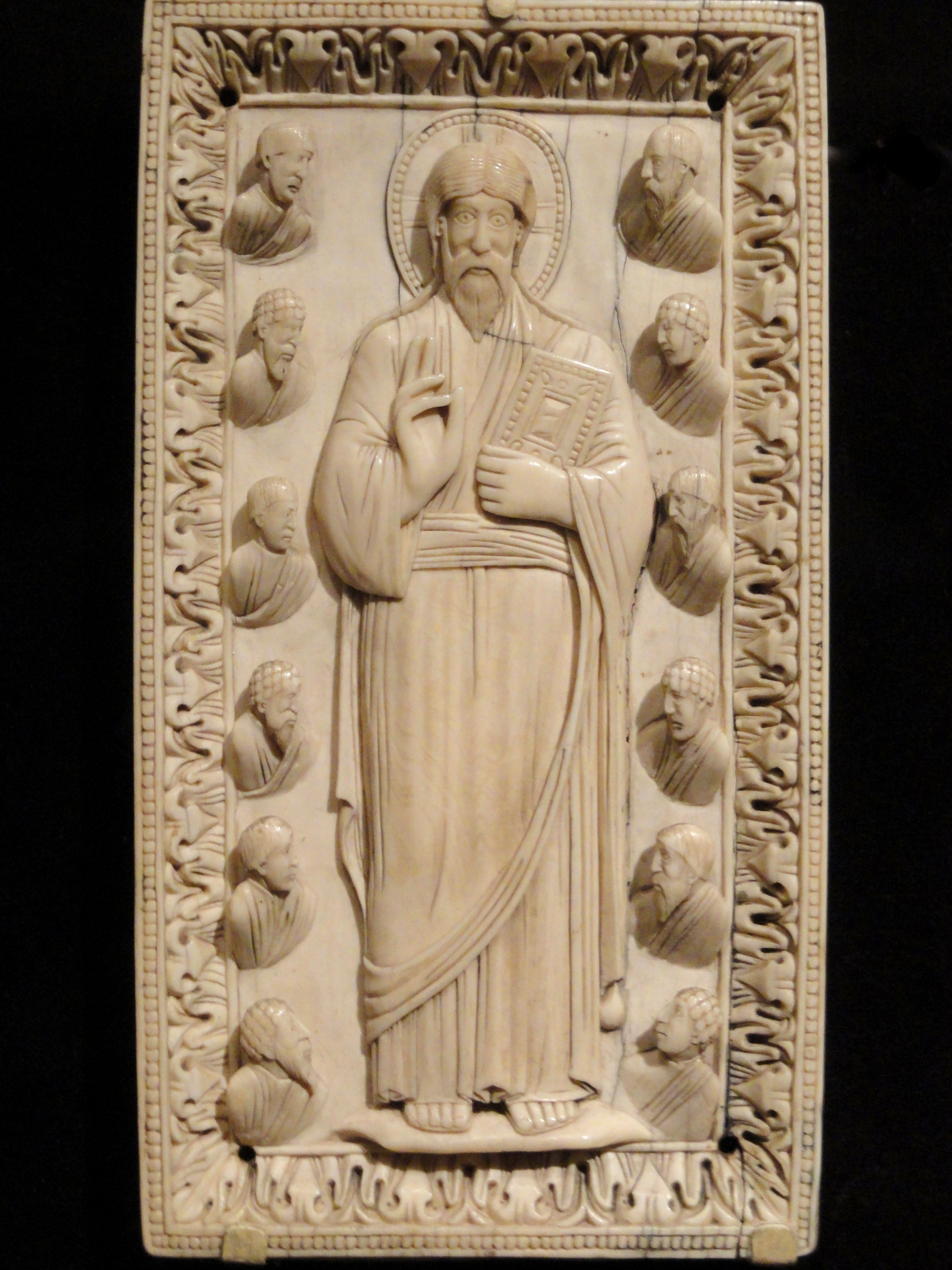
Missione di Cristo tra gli Apostoli. Avorio, 970-980. Cleveland Museum of Art

La rinascita del X secolo è chiamata anche rinascita ottoniana in quanto è dimostrato il ruolo non indifferente della dinastia ottoniana nel processo di rinnovamento culturale, anche in linea con la renovatio imperii e l'ispirazione carolingia; come ha notato Pierre Riché, "i re di Germania, a imitazione dei carolingi, attraevano e proteggevano i letterati per motivi personali e politici”.68 In tal modo, Ottone I si circondò di studiosi, il suo consigliere più vicino venne nominato prima arcicappellano e poi arcivescovo di Colonia. Altri studiosi a corte provennero dai grandi monasteri della Germania (San Gallo, Fulda, Reichenau) o dall'Italia recentemente conquistata da cui giunsero i maestri Stefano di Novara e Gunzo. Ottone II continuò in tale linea politica: organizzò in particolare la famosa disputa di Gerberto contro Otric, sul tema della classificazione del sapere, a Ravenna, nel 972. Il suo discorso inaugurale, riportato da Richerio di Reims, testimonia il suo amore per lo studio:
Il suo matrimonio con la principessa bizantina Teofano ebbe anche importanti implicazioni culturali: ella stessa di buona cultura, fu accompagnata in Germania da chierici e artisti greci che dettero un fondamentale contributo allo sviluppo della architettura ottoniana; ad esempio, furono proprio architetti bizantini a costruire la Cappella di San Bartolomeo a Paderborn. L'influenza bizantina è indiscutibile anche sull'arte ottoniana come si può notare sui manoscritti e sugli oggetti di lusso (stoffe, avori) realizzati per l'imperatore e per i più alti dignitari dell'impero. L'istruzione del futuro imperatore Ottone III venne affidata all'arcivescovo Villigiso di Magonza, a Bernoardo di Hildesheim (futuro vescovo di Hildesheim) e Giovanni Filagato (cappellano di Teofano e futuro arcivescovo di Piacenza), che gli insegnò il greco. Da adolescente, nel 996, Ottone III decise di beneficiare dei servizi di Gerberto, che quindi lasciò Reims e i suoi tormenti, insegnando all'imperatore l'aritmetica, la musica e la filosofia. A Ottone III dedicò anche il suo De razionalis et ratione uti con l'intenzione di guidare le azioni dell'imperatore attraverso l'uso della ragione e della filosofia. L'introduzione al trattato presentava anche le inflessioni di un inno alla renovatio imperii:

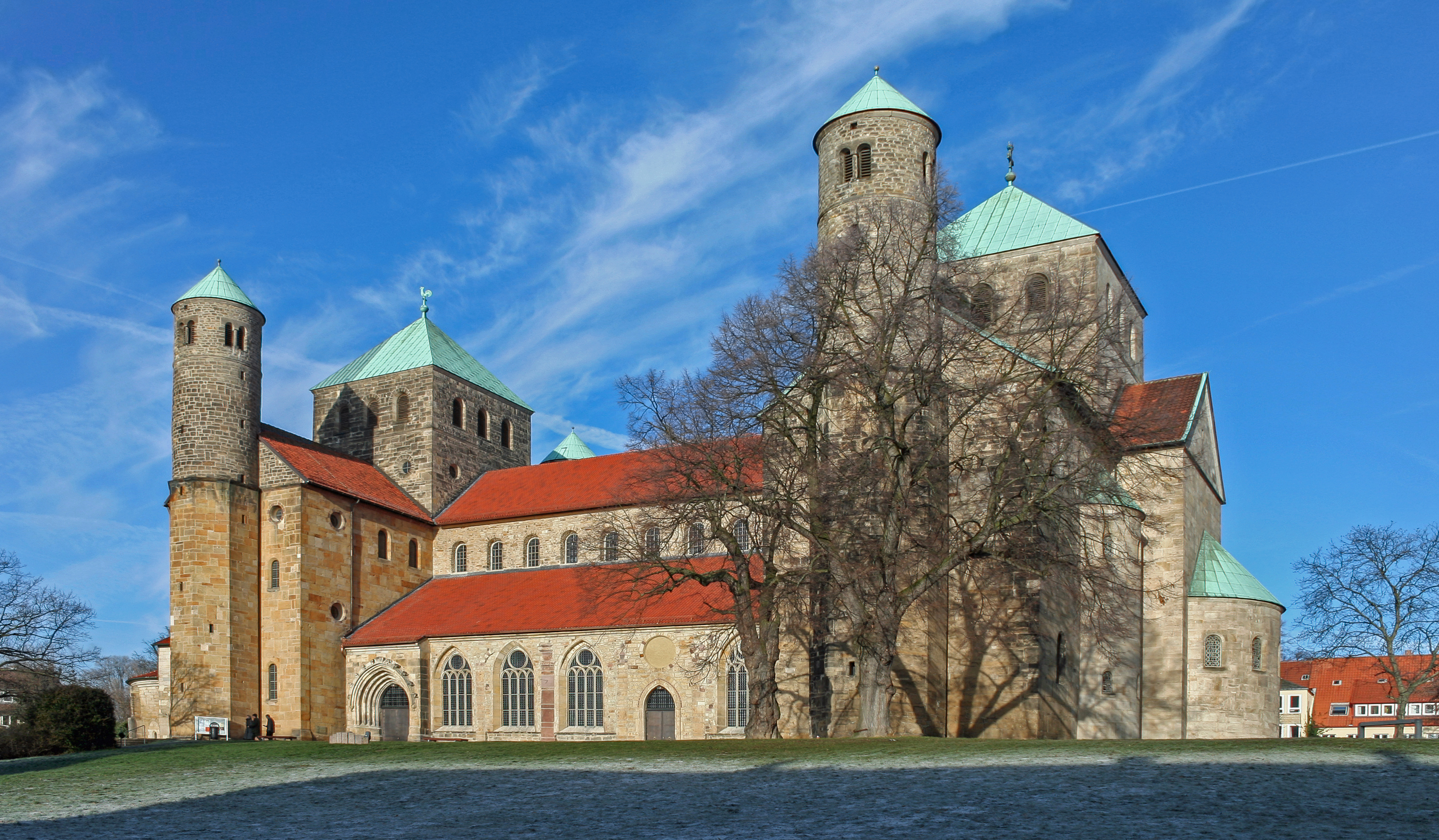
La Chiesa di San Michele a Hildesheim, celebre esempio di architettura ottoniana

La biblioteca ottoniana fu particolarmente ricca, come si può arguire dall'elenco dei libri offerti da Enrico II. Quest'ultimo donò vari manoscritti di Boezio (De arithmetica appartenuto a Carlo il Calvo), di Livio, di Seneca, di Giustiniano (Istituti), di Isidoro di Siviglia (De natura rerum), di Cassiodoro (Institutiones), nonché l'Historia di Richerio di Reims (offerto all'imperatore da Gerberto).
Gli ottoniani furono anche i finanziatori di manoscritti di lusso, ma non sembra che avessero riunito artisti a corte: tali manoscritti vennero realizzati presso l'abbazia di Corvey, Fulda e soprattutto a Reichenau, da dove proviene l'evangeliario di Ottone III e il Vangelo di Liuthar, rappresentazioni imperiali di grande valore per la loro cura e per il loro senso politico.
Infine, alcune notevoli realizzazioni architettoniche, principalmente in campo religioso, vennero caratterizzate da una doppia ispirazione: carolingia e bizantina contribuendo a dare vita all'architettura romanica. Ottone I fu l'iniziatore della costruzione del Duomo di Magdeburgo, ma fu sotto Ottone III che ebbe origine il capolavoro dell'architettura ottoniana, la Chiesa di San Michele a Hildesheim, la cui costruzione venne diretta dal tutore dell'Imperatore, il vescovo Bernoardo.

### Rari mecenati

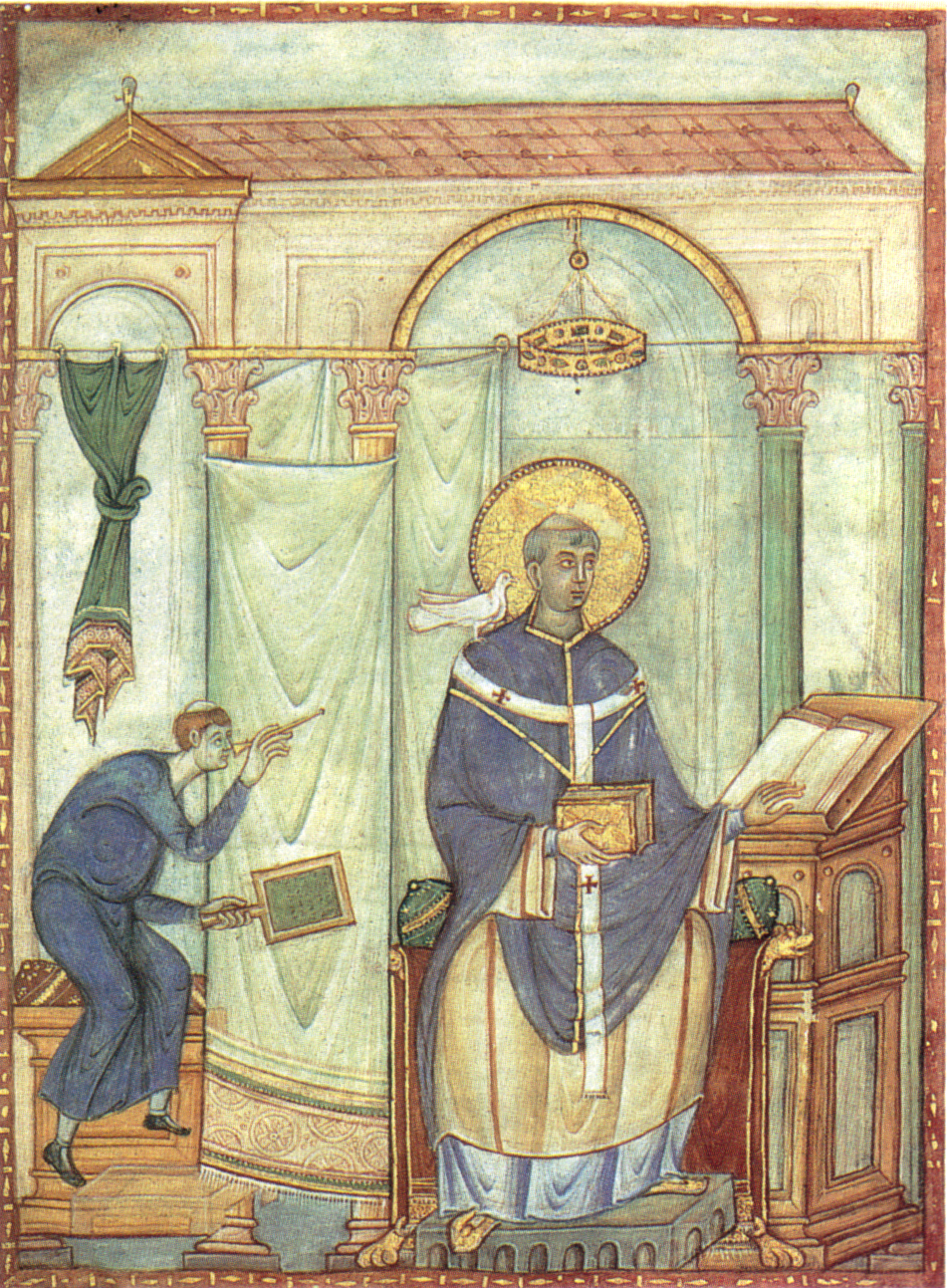
Gregorio Magno ispirato dalla colomba. Miniatura del Registrum Gregorii opera commissionata dal vescovo Egberto di Treviri

Se si esclude l'apporto degli imperatori ottoniani, il sostegno da parte dei mecenati alla vita culturale del tempo fu, in definitiva, un fenomeno assai raro, con la Germania la regione più attiva in tal senso grazie all'impegno degli alti ecclesiastici. Le case monastiche ed episcopali, già citate per le loro scuole, furono spesso infatti anche centri di produzione artistica o architettonica. Ad esempio, nonostante che a l'abate Witigowo fosse spesso assente dalla sua abbazia, poiché impegnato a corte, egli contribuì comunque a restaurare la navata dell'abbazia di Reichenau e adornare la chiesa di San Giorgio di Oberzell.
Gli arcivescovi delle grandi città della Germania, spesso vicini agli imperatori, adottarono lo stesso atteggiamento. Egberto (977-993), arcivescovo di Treviri, fece arrivare dall'Italia il "Maestro del Registrum Gregorii, commissionandogli la realizzazione del Registrum Gregorii mentre all'Abbazia di Reichenau chiese di realizzare il Codex Egberti in cui venne rappresentato insieme ai suoi. Brunone, arcivescovo di Colonia (953 -965), sostenne una scuola e fondò il monastero di San Pantaleone, poi ampliato dai suoi successori. La città di Liegi venne arricchita da Notger II di San Gallo (972-1008) che fece realizzare la cinta muraria e alcune chiese, restaurare la cattedrale e il quartiere dei canonici, e ampliare l'abbazia di Lobbes. Fu anche mecenate di artisti, in particolare di lavoratori dell'avorio e, dopo la morte di Egberto, del "maestro del Registrum Gregorii". A Magonza, l'arcivescovo Guglielmo di Magonza (954-968), figlio di Ottone I e Villigiso (975-1011) stimolarono l'arte: venne fatta costruire una nuova cattedrale sul modello di quella di Fulda e vennero commissionati numerosi manoscritti. Alcuni ritengono che, da Magonza, fosse arrivata anche la corona imperiale. Infine, Hildesheim, durante il vescovato di Bernoardo, si mise in luce per essere il tipico esempio di città che poteva vantare un vescovo imperiale attivo e colto. La chiesa di san Michele e le porte della cattedrale sono due capolavori d'arte dell'architettura ottoniana universalmente riconosciuti dovuti all'intervento di Bernoardo. Nello stesso periodo, manoscritti di pregio vennero eseguiti per la cattedrale o per San Michele, compreso un De mathematicalis  ispirato ai lavori di Boezio e Vitruvio, a testimonianza dell'interesse di Bernoardo per le questioni relative all'architettura suggerendo il lavoro di studio che fu alla base dei cantieri intrapresi.
In Italia, la bottega d'avorio di Milano fu assai rinomata per le sue opere destinate agli imperatori, ma fu soprattutto a Roma che emerse un importante centro culturale. La città stessa si trasformò nel corso del X secolo (crescita della popolazione, creazione di nuovi quartieri) e la "città leonina" attirò pellegrini, studiosi e artisti. Molti monasteri furono restaurati, in particolare San Paolo fuori dalle Mura e la basilica dei Santi Bonifacio e Alessio, sull'Aventino, due case riformate dai cluniacensi. La Chiesa di San Sebastiano al Palatino fu fondata intorno al 977 e venne decorata da affreschi: qui si tenne un sinodo nel 1001 a cui parteciparono Ottone III e Silvestro II. In particolare, Ottone III ambiva a fare di Roma la sua capitale, un sogno che non poté realizzarsi a causa della sua precoce morte avvenuta nel 1002, pur riuscendo a far erigere una chiesa sull'Isola Tiberina. Il giovane imperatore fece anche costruire una sua residenza privata sul Palatino, ove sorgeva la Casa di Augusto.
In Inghilterra, a partire da Alfredo il Grande, la corte ha svolto un ruolo importante nella vita culturale e intellettuale. Atelstano (924-939) raccolse reliquie e manoscritti e avviò la riforma benedettina dei monasteri. Il regno di Edgardo il Pacifico (959-975) fu anche quello dei tre grandi vescovi: Dunstan di Canterbury, Oswald di Worcester e Æthelwold di Winchester. Sebbene tutti e tre incoraggiarono le scuole (studi religiosi e ora anche di arti liberali), non si limitarono solo a questo: Dunstan sostenne anche laboratori di amanuensi e di pittori, Oswald ripristinò le abbazie, Æthelwold importò manoscritti di liturgia da Corbie. Edgardo presiedette nel 970 la Regularis Concordia, regola unica per il regno, che completò la riforma monastica.
Infine, in Francia la corte reale venne coinvolta solo marginalmente nelle attività culturali. Non si conosce quasi nulla delle iniziative di Ugo Capeto, che non conosceva il latino, a proposito dell'educazione del figlio ad eccezione del suo affidamento a Gerberto d'Aurillac nel 972. Infatti, i chierici letterati frequentarono principalmente l'entourage degli aristocratici: in particolare Dudone di San Quintino fu protetto da Riccardo I di Normandia e altri usufruirono dell'appoggio di Arnolfo I di Fiandra. Inoltre, una delle maggiori iniziative religiose del periodo fu priva di ogni legame con la regalità: la riforma cluniacense.

## L'evoluzione della Chiesa al tempo del Rinascimento ottoniano
Nonostante non ci fosse stato alcun rapporto diretto tra la rinascita del X secolo e i mutamenti a cui andò incontro la chiesa cristiana occidentale nel secolo successivo, in quanto nessun principale letterato del tempo o imperatore ottoniano giocarono un ruolo, non si può far a meno di osservare le prospettive che si vennero ad aprire e che sfociarono nella cosiddetta riforma dell'XI secolo. C'è da notare che tali mutamenti furono l'inizio dell'allontanamento tra il mondo monastico e l'attività di istruzione.

### Ascesa cluniacense

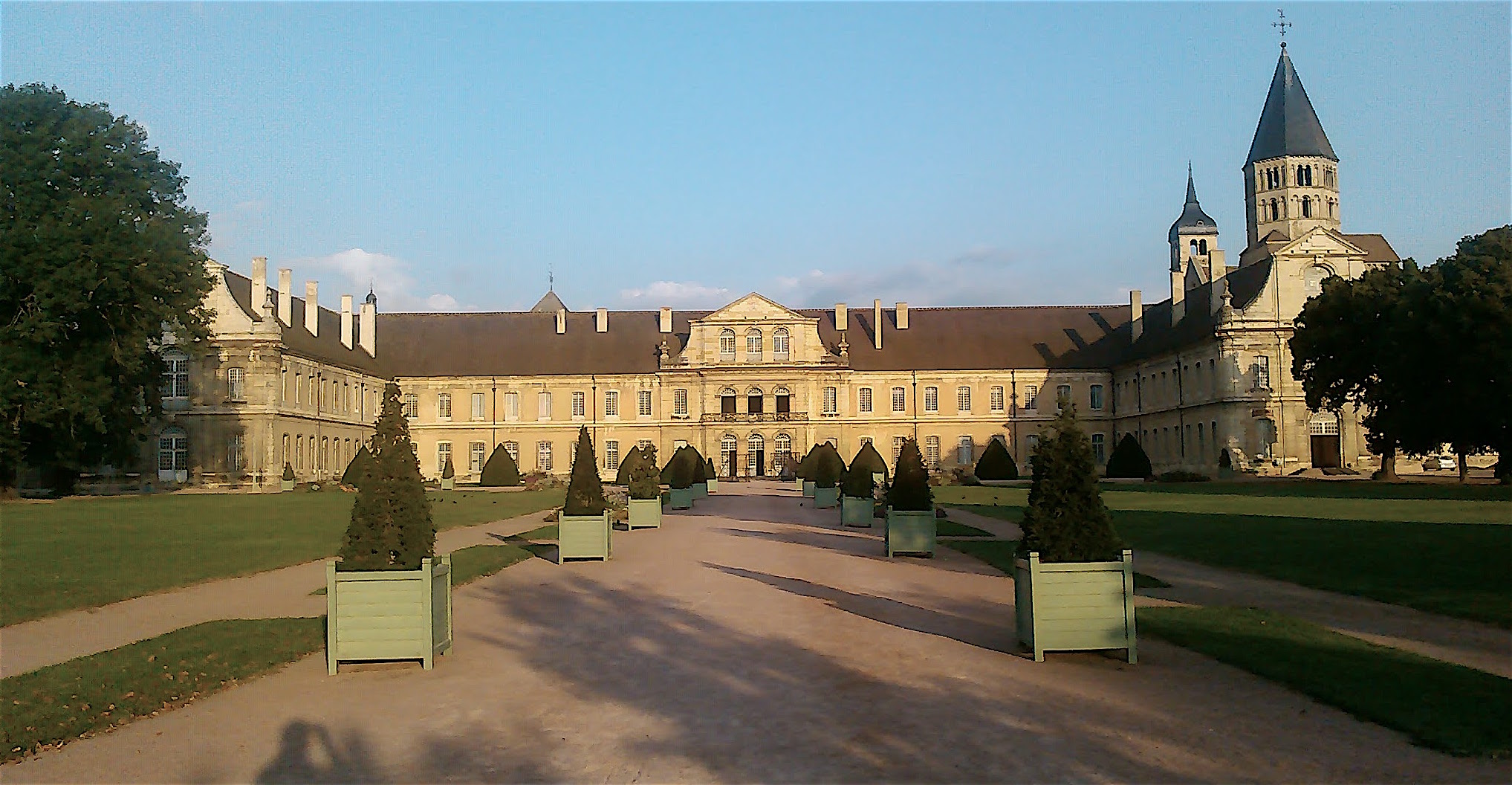
L'abbazia di Cluny da dove partì la riforma cluniacense

L'11 settembre 909 (o 910) venne fondata l'abbazia di Cluny per volere del potente duca Guglielmo I di Aquitania con l'intento di fare delle sue terre di Cluny un "venerabile asilo di preghiera con voti e suppliche" ove "si ricerchi e si brami con ogni desiderio ed intimo ardore la vita celeste". Perché ciò si realizzasse venne previsto che i monaci avrebbero osservato la regola di San Benedetto ma nella rilettura fatta da Benedetto d'Aniane in cui venivano sollevati dal lavoro manuale nei cambi, considerato una distrazione al loro scopo principale che era quello di pregare. Inoltre, Guglielmo dispose che il monastero fosse sottratto dal controllo della diocesi locale ma sottoposto esclusivamente al controllo, e alla protezione, del papato. Questo permise al neonato monastero di godere di un'autonomia non comune per l'epoca, considerato anche che nella regione della Borgogna, ove si trovava Cluny, anche il potere imperiale era piuttosto debole.
Tutto ciò, insieme all'elevato spessore morale ed intellettuale dei primi abati (tra cui i più rilevanti furono Oddone, Maiolo e Odilone) che fecero del monastero un luogo "specializzato nella liturgia" e dove "le preghiere dei monaci avevano un rapporto privilegiato con l'aldilà", fece sì che in breve tempo Cluny potesse vantare un grande prestigio che si tradusse in ingenti donazioni da parte dei potenti laici desiderosi di assicurarsi la salvezza dell'anima grazie alle orazioni dei monaci. In un secolo dall'abbazia di Cluny nacque una rete di ulteriori abbazie, rette da un priore sottoposto all'abate della casa madre, che andarono a costituire la congregazione cluniacense. Questi priorati seguivano il modello originario, basato sulla spiritualità, su un recupero dei valori morali proposti dai padri della chiesa, come la castità, tanto che spesso si parla di "riforma cluniacense" e di "monasteri riformati". Nonostante che la biblioteca di Cluny fosse, tra il X il XIII secolo, la più ricca di tutto l'occidente dopo quella dell'abbazia di Monte Cassino, l'attività della sua scuola monastica rimase assai limitata.

### Urgenza di una riforma alla fine del X secolo

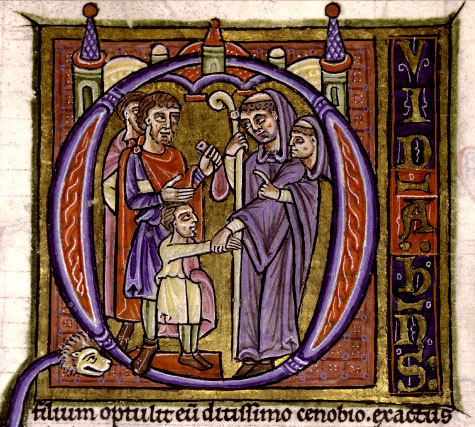
Abate ritratto mentre compie simonia; tale pratica fu frequente in epoca ottoniana

Il ruolo di Cluny fu essenziale nella riforma della Chiesa (nota anche, seppur erroneamente, come "riforma gregoriana"), anche se molti altri monasteri agirono spontaneamente nella stessa direzione: l'abbazia di Brogne fu fondata nel 919 sotto la regola benedettina e guidò la riforma in Belgio e nelle Fiandre, l'abbazia di Gorze venne riformata intorno al 933 e influenzò la Lorena e quindi il monachesimo germanico (Riforma di Gorze); l'Abbazia di San Vittore a Marsiglia fu riformata da Onorato nel 977 che introdusse la regola di San Benedetto.
Questi vari centri di riforma risposero ad un'esigenza che fu urgentemente avvertita con crescente acutezza. In effetti, l'instabilità conseguente allo smembramento dell'impero carolingio aveva avuto come conseguenza un vero e proprio "decadimento morale e istituzionale" della cristianità occidentale. Si era assistito alla rinascita delle pratiche pagane (culto degli spiriti, stregoneria), al crollo della moralità sessuale e coniugale (ripudi, matrimoni multipli), alla ripresa dell'ordalia nell'esercizio della giustizia. All'interno della Chiesa si era diffusa la simonia, con i capetingi impegnati in una lucrosa compravendita delle cariche vescovili e con un'eccessiva politicizzazione delle funzioni ecclesiastiche iniziata durante il regno di Ottone I. Inoltre, frequenti erano i casi di nicolaismo, ovvero il matrimonio o il concubinaggio del clero.
Questa situazione andò inevitabilmente a scontrarsi con gli ideali religiosi di alcuni uomini che proponevano, invece, una Chiesa più vicina agli ideali cristiani e distaccata dalle influenze dei poteri secolari, prefiggendosi di ripristinare l'antico prestigio morale. Una volta che l'ideale della riforma monastica arrivò a Roma anche il papato ne fu coinvolto anche se inizialmente in maniera indiretta e piuttosto flebile: si dovrà aspettare la metà del XI secolo perché la Santa Sede venga pienamente investita dallo spirito riformatore. Diversamente, il mondo monastico italiano si dimostrò permeabile agli ideali cluniacensi, tra i tanti esempi si possono citare quelli di San Romualdo che dette vita alla congregazione camaldolese di stretta osservanza della regola benedettina o quello della congregazione vallombrosana fondata nel 1036 da San Giovanni Gualberto.

## Limiti

### Una modesta rinascita

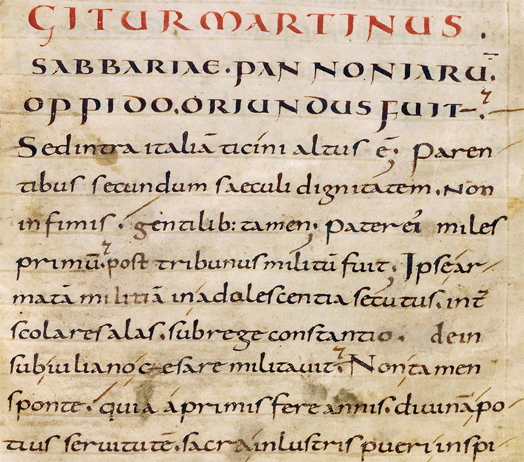
Pagina in minuscola carolina, alcuni storici ritengono la rinascita ottoniana come una normale prosecuzione della rinascita carolingia

La storiografia interpreta questa "rinascita" in diversi modi: chi la considera “ottoniana”, chi la colloca per tutto il X secolo, chi la pone più avanti nel tempo parlando di rinascita dell'anno Mille, oppure chi la pensa come una prosecuzione della rinascita carolingia. Ad ogni modo si percepiscono limiti in tutte queste interpretazioni.
Per prima cosa si notano i limiti geografici. La vitalità culturale non ebba un carattere omogeneo, con rilevanti differenze tra la Germania e il resto dell'Occidente, o tra il nord e il sud dell'Europa e anche la diffusione delle scuole appare assai variabile. Vi sono anche dei chiari limiti sulla quantità e sulla qualità dei protagonisti del rinascimento culturale ottoniano; infatti, ad eccezione delle due personalità principali, Abbone di Fleury e Gerberto di Aurillac, gli altri contributori al fenomeno furono meno numerosi e meno produttivi rispetto alle eccezionali generazioni di studiosi che animarono il periodo carolingio. Anche il lascito quantitativo della produzione culturale di secoli X e XI non è affatto paragonabile a quella del periodo carolingio e l'istruzione rimase principalmente incentrata sulle arti liberali e sui testi scritti o riscoperti sotto Carlo Magno e i suoi successori.
Lo scarso interesse dei re e dei principi verso l'istruzione e verso la cultura fu un altro limite che permette di distinguere più chiaramente il periodo ottoniano dai due secoli che lo precedettero. Se questa osservazione deve essere temperata nei confronti della Germania, questo fenomeno aggravò le disparità geografiche e ridusse l'entità della rinascita, che non uscì quasi mai al di fuori dagli ambienti ecclesiastici:
“L'alleanza tra il potere e il mondo clericale erudito sembra spezzata. La Chiesa, inoltre, cadde nelle mani dei laici e il più grande intellettuale dell'epoca, Gerberto, non si interessò affatto del piccolo regno dei Franchi dove nacque. Quanto ai monaci, si disperdono come stormi di passeri, raccogliendo frettolosamente reliquie e manoscritti sotto i colpi dei danesi, dei saraceni o degli ungheresi. […] Dal 911 in Normandia, e dall'878 in Bretagna, si perse ogni traccia di cultura."
In conclusione, questa rinascita, che si estese quindi dagli inizi del 900 a circa gli anni 1030, deve quindi essere considerata in primo luogo come un periodo di resistenza all'attività culturale carolingia (che ben si riflette nell'espressione "Terzo rinascimento carolingio" adottata Pierre Riché), in un contesto più instabile, attraversato da periodi di sviluppo limitati nel tempo e nello spazio.

### Discontinuità con gli anni successivi
L'ultimo limite del rinascimento ottoniano riguarda la sostenibilità del rinnovamento. In effetti, il maggiore sviluppo culturale che si verificò con il cosiddetto rinascimento del XII secolo, non seguì immediatamente la rinascita ottoniana, nemmeno se considerata continuativa con quella dell'anno Mille. Dalla metà dell'XI secolo, infatti, l'occidente cristiano fu attraversato da una crisi politica, sociale ed economica che riguardò anche le scuole e tutto il mondo intellettuale. La cultura umanista del periodo carolingio, ricca di riferimenti classici, scomparse a favore di dottrine meno rigorose, e spesso qualificate come eretiche; le teorie di Berengario di Tours furono l'esempio più sorprendente.

### Esplicative
1. ↑  "(...) in academia Carnotensi sub nostro illo venerabili Socrate iucundissime duxi (...)". In De eucharistiae sacramento ad Berengarium epistola.
2. ↑  Gerbert en use d'ailleurs toujours pour son enseignement, selon Historiarum, III, 46 (col. 102).
3. ↑  Vita Abbonis Floriacensis, III, col. 390 Denique quosdam dialecticorum nodos syllogismorum enucleatissime enodavit, compotique varias et delectabiles, saecularium in morem tabularum, texuit calculationes. De solis quoque ac lunae seu planetarum cursu, a se editas disputationes scripto posterorum mandavit notitiae.
4. ↑  Historiarum, III, 49-50 (col. 103). Qui labor et in mathematicis impensus sit. Inde etiam musicam, multo ante Galliis ignotam, notissimam effecit. Cujus genera in monocordo disponens, eorum consonantias sive simphonias in tonis ac semitoniis, ditonis quoque ac diesibus distinguens, tonosque in sonis rationabiliter distribuens, in plenissimam notitiam redegit. / 50. Sperae solidae compositio. Ratio vero astronomiae quanto sudore collecta sit, dicere inutile non est, ut est tanti viri sagacitas advertatur, et artis efficacia lector commodissime capiatur. Quae cum pene intellectibilis sit, tamen non sine admiratione quibusdam instrumentis ad cognitionem adduxit. Inprimis enim mundi speram ex solido ac rotundo ligno argumentatus, minoris similitudine, majorem expressit. Quam cum duobus polis in orizonte obliquaret, signa septemtrionalia polo erectiori dedit, australia vero dejectiori adhibuit. Cujus positionem eo circulo rexit, qui a Graecis orizon, a Latinis limitans sive determinans appellatur, eo quod in eo signa quae videntur ab his quae non videntur distinguat ac limitet. Qua in orizonte sic collocata, ut et ortum et occasum signorum utiliter ac probabiliter demonstraret, rerum naturas dispositis insinuavit, instituitque in signorum comprehensione. Nam tempore nocturno ardentibus stellis operam dabat; agebatque ut eas in mundi regionibus diversis obliquatas, tam in ortu quam in occasu notarent ; trad. A.-M. Poinsignon.
5. ↑  Historiarum, III, 54 (col. 105). Confectio abaci. In geometria vero non minor in docendo labor expensus est. Cujus introductioni, abacum id est tabulam dimensionibus aptam opere scutarii effecit. Cujus longitudini, in 27 partibus diductae, novem numero notas omnem numerum significantes disposuit. Ad quarum etiam similitudinem, mille corneos effecit caracteres, qui per 27 abaci partes mutuati, cujusque numeri multiplicationem sive divisionem designarent; tanto compendio numerorum multitudinem dividentes vel multiplicantes, ut prae nimia numerositate potius intelligi quam verbis valerent ostendi. Quorum scientiam qui ad plenum scire desiderat, legat ejus librum quem scribit ad C. grammaticus; ibi enim haec satis habundanterque tractata inveniet. ; trad. A.-M. Poinsignon.
6. ↑  Historiarum, III, 58. « Humanam, inquiens, ut arbitror scientiam, crebra meditatio vel exercitatio reddit meliorem, quotiens rerum materia competenter ordinata, sermonibus exquisitis, per quoslibet sapientes effertur. Nam cum per otium sepissime torpemus, si aliquorum pulsemur questionibus, ad utillimam mox meditationem incitamur. Hinc scientia rerum a doctissimis elicita est. Hinc est quod ab eis prolata, libris tradita sunt, nobisque ad boni exercicii gloriam, derelicta. Afficiamur igitur et nos aliquibus objectis, quibus et animus excellentior ad intelligentiae certiora ducatur. Et eia inquam, jam nunc revolvamus, figuram illam de philosophiae partibus, quae nobis anno superiore monstrata est. Omnes diligentissime eam advertant; dicantque singuli quid in ea, aut contra eam sentiant. Si nullius extrinsecus indiget, vestra omnium roboretur approbatione. Si vero corrigenda videbitur, sapientium sententiis, aut improbetur, aut ad normam redigatur. Coramque deferatur jam nunc videnda. » ; trad. A.-M. Poinsignon.
7. ↑  Nostrum, nostrum est Romanum imperium. Dant vires ferax frugum Italia, et ferax militum Gallia et Germania, nec Scythicae nobis desunt fortissima regna. Noster es Caesar, Romanorum imperator et Auguste, qui summo Graecorum sanguine ortus, Graecos imperio superas, Romanis haereditario jure imperas, utrosque ingenio et eloquio praevenis. In Patrologia latina, Gerberto d'Aurillac, col. 159, traduzione Riché, 1983, pp. 384-385.

### Riferimenti
1. ↑  Riché, 1983, p. 390.
2. 1 2 3 4  Riché e Verger, 2006, p. 68.
3. 1 2 3  Riché e Verger, 2006, pp. 59 e ss.
4. ↑  Riché, 1999; Riché e Verger, 2006, pp. 38-43.
5. ↑  Riché, 1983, p. 363.
6. ↑  Riché e Verger, 2006, p. 38.
7. ↑  M. Rouche, p. 232.
8. ↑  Riché, 1983, p. 281.
9. ↑  Riché, 1983, p. 298.
10. ↑  Riché e Verger, 2006, p. 61.
11. ↑  Picavet, 1897, pp. 85-86.
12. ↑  Riché e Verger, 2006, pp. 61-62.
13. ↑  Picavet, 1897, pp. 30-38.
14. ↑  Per la geografia delle scuole in Occidente, si veda Riché e Verger, 2006, pp. 62-66, 68-73 e Riché, 1999.
15. ↑  Éd. Hans F. Haefele, Darmstadt, « Ausgewählte Quellen », 1980
16. 1 2 3 4  Riché e Verger, 2006, p. 69.
17. 1 2  Riché e Verger, 2006, p. 70.
18. 1 2  Historiarum, III, 55-65.
19. 1 2  Riché, 1983, p. 387.
20. ↑  Legia magnarum quondam artium nutricula.... In De Viris Illustribus Sui Temporis.
21. ↑  (LA) Francone di Liegi, De quadratura circuli, vol. 143.
22. ↑  Vita Gauzlini abbatis Floriacensis monasterii, éd. Paul Ewald in Neues Archiv der Gesellschaft für ältere deutsche Geschichtskunde, 3, Hanovre, 1878, p. 351 ; éd. et trad. Robert-Henri Bautier et Gillette Labory, Paris, CNRS éditions, 1969
23. ↑  Bossuat et al., 1964, p. 769.
24. 1 2  Œuvres.
25. ↑  Picavet, 1897, pp. 49 e seguenti.
26. ↑  éd. Karl Manitius, Hanovre, Hermann Bohlaus Nachfolger, 1958
27. ↑  Riché, 1983, p. 389.
28. ↑  Riché e Verger, 2006, p. 71.
29. 1 2  Papias Vocabulista, éd. Philippus de Pincis, Venise, 1496
30. ↑  Bossuat et al., 1964, pp. 1-2.
31. ↑  Vita Abbonis Floriacensis, 139, col. 387-414.
32. ↑  Patrologia latina, Abbone di Fleury, col. 521-534.
33. ↑  Riché, 1989.
34. ↑  Historiarum, III, 47 (col. 102-103).
35. ↑  Patrologia latina, Gerberto d'Aurillac, col. 159-168.
36. 1 2  Bossuat et al., 1964, p. 1. Ces traités ont été publiés récemment : éd. A. van de Vyver, Abbonis Floriacensis opera inedita, I, Bruges, 1966 ; éd. Franz Schupp, De syllogismis hypotheticis, Leyde/New York/Cologne, 1997.
37. ↑  Riché e Verger, 2006, p. 67.
38. ↑  Parias, 1981, pp. 242-243.
39. ↑  Vita Abbonis Floriacensis, 139, col. col. 569-572.
40. ↑  Historiarum, III, 52-53 (col. 104-105).
41. ↑  Libellus de numerorum divisione, Patrologia latina, Gerberto d'Aurillac, col. 85-92.
42. ↑  De Sphaeræ constructione, Patrologia latina, Gerberto d'Aurillac, col.155-156.
43. ↑  Patrologia latina, Gerberto d'Aurillac, col. 91-152.
44. ↑  Bossuat et al., 1964, p. 515.
45. ↑  Bossuat et al., 1964, p. 891.
46. ↑  Riché, 1983, pp. 383-384.
47. ↑  Riché, 1983, p. 384.
48. ↑  Riché, 1983, p. 385.
49. ↑  Riché, 1983, pp. 385-386.
50. ↑  Riché, 1983, p. 386.
51. ↑  Riché, 1983, pp. 386-388.
52. ↑  Riché, 1983, p. 388.
53. ↑  Riché, 1983, pp. 388-389.
54. ↑  Riché, 1983, pp. 389-390.
55. ↑  Riché, 1983, pp. 390-391.
56. ↑  Riché, 1983, pp. 381-382.
57. ↑  Cantarella, 2005, p. 21.
58. ↑  Cantarella, 2005, p. 25.
59. ↑  Barbero e Frugoni, 2001, p. 76.
60. ↑  Montanari, 2006, pp. 135-136.
61. ↑  Barbero e Frugoni, 2001, pp. 76-77.
62. ↑  Montanari, 2006, p. 136.
63. 1 2  Blumenthal, 1990, p. 23.
64. ↑  Barbero e Frugoni, 2001, pp. 177, 229.
65. ↑  Blumenthal, 1990, p. 41.
66. ↑  Parias, 1981, p. 235.
67. ↑  Riché e Verger, 2006, pp. 75-76.

### Fonti primarie
- (LA) Richerio di Reims, Historiarum Libri Quatuor.
- (LA) Adelmanno di Liegi, De eucharistiae sacramento ad Berengarium epistola (PDF).
- (LA) Adelmanno di Liegi, De Viris Illustribus Sui Temporis (PDF).
- (LA) Aimoino di Fleury, Vita Abbonis Floriacensis.
- (LA) Abbone di Fleury, Lavori, in Patrologia latina, vol. 139.
- Gerberto d'Aurillac, Lavori, in Patrologia latina, vol. 139.

### Fonti secondarie
- Alessandro Barbero e Chiara Frugoni, Dizionario del medioevo, Laterza, 2001  [1994], ISBN 9788842063742.
- Ute-Renate Blumenthal, La lotta per le investiture, Napoli, Liguori, 1990, ISBN 88-207-1775-1, SBN LO10035890.
- Glauco Maria Cantarella, Il sole e la luna: la rivoluzione di Gregorio VII, Roma, GLF editori Laterza, 2005, ISBN 88-420-7604-X, SBN RAV1334824.
- (FR) Pierre Riché e Jacques Verger, Des nains sur des épaules de géants. Maîtres et élèves au Moyen Âge, Parigi, Tallandier, 2006.
- (FR) Pierre Riché, Les Carolingiens. Une famille qui fit l'Europe, Parigi, Hachette, 1983.
- (FR) François Picavet, Gerbert, un pape philosophe, d'après l'histoire et d'après la légende, Parigi, 1897.
- (FR) Pierre Riché, Gerbert d'Aurillac, pape de l'an mil, Parigi, Fayard, 1989 cid=Riché, 1989.
- (FR) Robert Bossuat, Louis Pichard, Guy Raynaud de Lage, Geneviève Hasenohr e Michel Zink, Le Moyen Âge, in Dictionnaire des lettres françaises, Fayard, 1964.
- (FR) Michel Louis-Henri Parias, Des origines à la Renaissance, in Histoire générale de l'enseignement et de l'éducation en France, I, Parigi, Nouvelle Librairie de France, 1981.
- Massimo Montanari, Storia medievale, 7ª ed., Laterza, 2006, ISBN 978-88-420-6540-1, SBN AQ10081962.